# Pink Moon
Pink Moon là album phòng thu thứ ba và cuối cùng của ca sĩ-nhạc sĩ folk Nick Drake, được phát hành tại Anh bởi Island Records vào ngày 25 tháng 2 năm 1972. Đây là album phòng thu duy nhất của Drake được phát hành tại Bắc Mỹ khi anh còn sống: trước đó chỉ có một album tổng hợp tiêu đề Nick Drake gồm các ca khúc từ hai album đầu. Pink Moon khác với hai album trước ở điểm nó được thu âm mà không có một ban nhạc nền, chỉ có Drake hát, chơi guitar mộc và một đoạn piano riff được overdub trong ca khúc chủ đề.
Do được phát hành hai năm trước cái chết của Drake năm 1974, ở tuổi 26, nội dung của Pink Moon thường được cho là tượng trưng cho quá trình chống lại sự trầm cảm của Drake. Các ca khúc ngắn hơn so với hai album trước đó, và toàn bộ album chỉ dài hơn 28 phút.
Pink Moon tuy không đạt thành công thương mại khi Drake còn sống nhưng dần có được sự chú ý đại chúng và sự ca ngợi của các nhà phê bình.

## Bối cảnh
Hai album đầu tiên của Nick Drake cho Island Records, Five Leaves Left (1969) và Bryter Layter (1971), là những thất bại thương mại, kết hợp sự không sẵn lòng biểu diễn trực tiếp và quảng bá của Drake, khiến Island không mặn mà về việc ra một album nữa. Thêm vào đó, Drake đã tách biệt chính mình trong căn hộ tại London và chịu đựng quảng thời gian trầm cảm. Năm 1971, anh gặp một bác sĩ tâm thần học và được kê các loại thuốc chống trầm cảm, thứ mà anh không muốn dùng do sợ tương tác thuốc với cần sa mà anh hút thường xuyên. Dù nhiều nhà phê bình gắn kết âm nhạc của Drake, và đặc biệt sự u sầu của Pink Moon, với chứng trầm cảm của chính Drake, Cally Calloman của Bryter Music, nhóm quản lý tài sản của Drake, nói: "Nick không thể sáng tác hay thu âm khi anh ta đang trong thời kỳ trầm cảm. Anh không hề buồn khi sáng tác và thu âm Pink Moon và đã rất hãnh diện về album này."

## Danh sách ca khúc
Tất cả ca khúc được soạn và sáng tác bởi Nick Drake.
| Mặt một | Mặt một                 | Mặt một    |
| STT     | Nhan đề                 | Thời lượng |
| ------- | ----------------------- | ---------- |
| 1.      | "Pink Moon"             | 2:06       |
| 2.      | "Place to Be"           | 2:43       |
| 3.      | "Road"                  | 2:02       |
| 4.      | "Which Will"            | 2:58       |
| 5.      | "Horn"                  | 1:23       |
| 6.      | "Things Behind the Sun" | 3:57       |

| Mặt hai          | Mặt hai            | Mặt hai    |
| STT              | Nhan đề            | Thời lượng |
| ---------------- | ------------------ | ---------- |
| 7.               | "Know"             | 2:26       |
| 8.               | "Parasite"         | 3:36       |
| 9.               | "Free Ride"        | 3:06       |
| 10.              | "Harvest Breed"    | 1:37       |
| 11.              | "From the Morning" | 2:30       |
| Tổng thời lượng: | Tổng thời lượng:   | 28:22      |

## Thành phần tham gia
Theo phần bìa ghi chú.
Biểu diễn
- Nick Drake – hát, guitar mộc, piano (1)

Sản xuất
- John Wood – sản xuất, kỹ thuật

Thành phần thiết kế
- Michael Trevithick – bìa
- Keith Morris – nhiếp ảnh
- C.C.S. Associates – typography

## Lịch sử phát hành
| Khu vực       | Năm                      | Hãng đĩa         | Định dạng             | Catalog           | Ghi chú                                                                       |
| ------------- | ------------------------ | ---------------- | --------------------- | ----------------- | ----------------------------------------------------------------------------- |
| Anh           | 25 tháng 2 năm 1972      | Island           | LP                    | ILPS 9184         | In lại năm 1976, 1978 và 1989 với các logo Island Records khác nhau           |
| Hoa Kỳ        | 1972                     | Island           | LP                    | SMAS 9318         |                                                                               |
| Anh & châu Âu | Tháng 4 năm 1990         | Island           | CD                    | IMCD 94/842 923-2 | Bản CD gốc như một phần của loạt Island Masters                               |
| Hoa Kỳ        | 22 tháng 6 năm 1992      | Hannibal Records | CD                    | HNCD 4436         |                                                                               |
| Anh & châu Âu | ngày 26 tháng 6 năm 2000 | Island           | remastered CD         | IMCD 94/842 923-2 | tái bản CD như một phần của loạt Island Masters, dưới tên "Island Re-Masters" |
| Hoa Kỳ        | 6 tháng 5 năm 2003       | Island           | remastered CD         | 422 842 923-2     |                                                                               |
| Canada        | 6 tháng 5 năm 2003       | Island           | remastered CD         | 4228429232        |                                                                               |
| Anh & châu Âu | 18 tháng 5 năm 2009      | Island           | 180 gram LP           | 1745697           | in lại ngày 18 tháng 11 năm 2013                                              |
| Toàn cầu      | 12 tháng 11 năm 2012     | Island           | Remastered LP box set | 0602537134335     |                                                                               |